# Павловка (Машевский район)
Павловка (укр. Павлівка) — село,
Павловский сельский совет,
Машевский район,
Полтавская область,
Украина.
Код КОАТУУ — 5323085001. Население по переписи 2025 года составляло 320 человек.
Является административным центром Павловского сельского совета, в который, кроме того, входит село
Грабовщина.

## Географическое положение
Село Павловка находится на берегах реки Сухая Липянка,
выше по течению на расстоянии в 4 км расположено село Новая Павловка,
ниже по течению на расстоянии в 1 км расположено село Грабовщина.
На реке большая запруда.

## Экономика
- Птице-товарная ферма.
- «Павловка», агрофирма.

## Объекты социальной сферы
- Школа.